# ホーリー・ハーヴェイ・クリッペン
ドクター・クリッペン（英語: Dr. Crippen）ことホーリー・ハーヴェイ・クリッペン（英語: Hawley Harvey Crippen, 1862年9月11日 – 1910年11月23日）は、アメリカ合衆国のホメオパシー医師であり、耳と眼の専門家および薬剤師である。彼は妻コーラ・ヘンリエッタ・クリッペンの殺害のためにロンドンのペントンビル刑務所で絞首刑にされた。クリッペンは、無線電信の助けを借りて捕らえられた最初の犯罪者として知られている。

## 前半生と経歴
クリッペンはアメリカ合衆国ミシガン州コールドウォーターで、アンドレス・スキナー（1909年死亡）とミーロン・オーガスタス・クリッペン（1835年4月 - 1910年11月18日）、商人、であったの子として生まれる。
クリッペンは最初ミシガン大学ホメオパシー医科大学で学び、1884年にクリーブランド・ホメオパシー医科大学を卒業した。クリッペンの最初の妻シャーロットは1892年に脳卒中のために死亡し、2歳になる息子ハーレイ・オットーはカリフォルニアに住む両親に預けられた。
ホメオパシー医師としての資格を取得したクリッペンはニューヨークで営業を始め、1894年に2番目の妻であるコリーン・"コーラ"・ターナー(Corrine "Cora" Turner)ことクニグンデ・マッカモツキーと結婚した 。ドイツ人の母親と、ポーランド系ロシア人の父親との間に生まれた彼女は、ミュージック・ホール歌手をめざしてベルエル・モアという芸名で活動しており、クリッペンとは公然と情事をもった。1894年に、クリッペンはホメオパシー製薬会社Dr Munyon'sで働き始めた。
1897年に、クリッペンは妻と一緒にイングランドに引っ越したが、彼のアメリカの医学的資格は彼がイギリスで医師として営業することを可能にするのに十分でなかった。クリッペンが特許薬の販売代理店として働き続けたとき、コーラは、ダンス集団であるホーソーン・シスターズのリル・ホーソーンやリルの夫でマネージャーでもあるジョン・ナッシュをはじめとする当時のさまざまな芸能関係者らと交流した。
クリッペンは、妻の舞台歴の管理に多くの時間を費やしたために、1899年にムニョンによって解雇された。彼は1900年にDrouet's Institute for the Deafのマネージャーになり、若いタイピストのエセル・ル・ネーヴェを雇った。1905年までに、2人は情事を持っていた。クリッペン一家はロンドンを転々とした後、1905年に、ロンドン、ホロウェイ、カムデンロード、ヒルドロップ・クレセント39番地に移り、家計を支えるために宿泊業を始めた。コーラはこれら宿泊者の1人と情事を持っており、クリッペンもまた1908年に愛人としてル・ネーブを取った。

## 謀殺と失踪

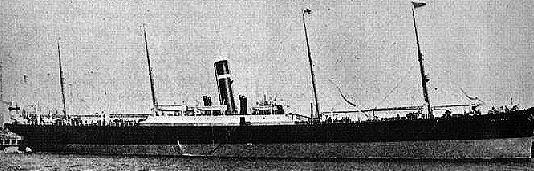
クリッペンらの逃走に用いられたモントローズ号

1910年1月31日に自宅のパーティーの後、コーラは姿を消した。ホーリー・クリッペンは、彼女が米国に戻ったと主張し、後に彼女はカリフォルニアで死亡し火葬されたと付け加えた。その間、彼の恋人となったエセルはヒルドロップ・クレセントに引っ越し、コーラの衣服と宝石類を公然と着け始めた。
コーラの失踪を警察に知らせたのは、彼女の友人であるボディビルダーのヴルカーナ（本名：ケイト・ウィリアムズ）であった。その後、コーラの別の知人であるリルとナッシュが、スコットランド・ヤード警視フランク・フロストとも接点があったため、夫妻から捜査を依頼されたフロストはこの問題をより真剣に受け止め始めた。クリッペンは主任警部ウォルター・デューから聴取を受け、家宅捜索が行われたものの何も見つからなかった。クリッペンは、コーラが恋人の1人であるブルース・ミラーという音楽ホール俳優と一緒にアメリカに逃げたため、恥ずかしさから逃れるために妻が死んだことにしたと明かした。デューは納得したものの、そのことを知らなかったクリッペンとル・ネーヴは慌ててブリュッセルに逃げてホテルに宿泊した。翌日、彼らはアントワープに行き、カナディアン・パシフィックのカナダ行きの大洋航路船・モントローズ号に乗り込んだ。
彼らの失踪により、スコットランド・ヤードの警察は家の捜索をさらに3回行なった。4回目の最後の捜索で、地下室のレンガ床の下から人間の胴体が見つかった。ウィリアム・ウィルコックス（後の内務省の上級科学アナリスト、サー・ウィリアム・ウィルコックス）は、胴体の各所に鎮静剤スコポラミンの痕跡を見つけた。死体は下腹部の皮膚片によって身元が特定された。頭部、四肢、骨格は、見つからなかった。コーラの遺物は後にイースト・フィンチリー、セント・パンクラス・アンド・イスリントン墓地に埋葬された。

### 大西洋対岸の逮捕

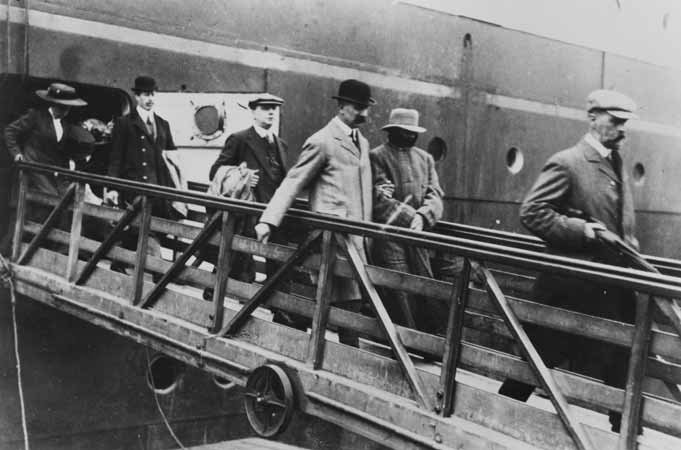
変装したクリッペンが逮捕される様子

その間、クリッペンとル・ネーヴはモントローズ号で大西洋を横断し、ル・ネーヴは男装した。船長ヘンリー・ジョージ・ケンダルは2人が逃走中の人物であると認識し、船が船上送信機の範囲外に出てしまう前に、通信士ローレンス・アーネスト・ヒューズに無線通信をイギリス当局に送らせた。 
"Have strong suspicions that Crippen London cellar murderer and accomplice are among saloon passengers. Mustache taken off growing beard. Accomplice dressed as boy. Manner and build undoubtedly a girl." 
「ロンドン地下室殺人犯クリッペン並に共犯談話室船客中にありとする強い疑ひあり。口髭を除き顎髭を蓄ふ。共犯男装す。挙措体躯疑ひなく女子なり」
もしクリッペンが3等客船を利用していたら、彼はおそらくケンダルに気づかれなかったであろうとされている。デューはリバプールからより速いホワイト・スター・ライナーローレンティックに乗り込んでカナダのケベックに先回りし、カナダ当局に連絡した。
モントローズ号がセント・ローレンス川に入ったとき、デューが水先案内人に変装して乗り込んだ。当時、カナダはイギリス領であり、もしクリッペンの居所がわかっていたとしても彼を裁判にかけるには引き渡しのための手続きが必要だったとされている。ケンダルの手配によりクリッペンらは水先案内人に扮したデューと引き合わされた。そして、デューが自ら水先案内人のキャップ帽を脱いで正体を明かした際、クリッペンは間をおいて「それが終わってほっとした。不安が大きすぎた。もう耐えられなかった。」と答え、彼は手錠をかけるために両手首を差し出した。1910年7月31日にクリッペンとルネーヴェはモントローズ号の船上で逮捕された。クリッペンはメガンティックに乗ってイギリスに返された。

## 裁判

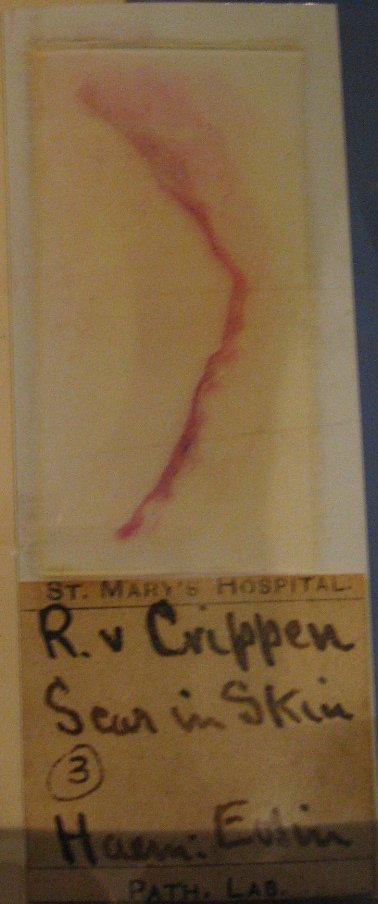
裁判で証拠として使用され、コーラ・クリッペンのものである瘢痕組織とされたもの

1910年10月18日にオールド・ベイリーでクリッペンは主席判事ロード・アルヴァストンの前で裁判にかけられた。手続きは4日間続くことになる。
最初の検察側証人らは、バーナード・スピルズベリーを含む病理学者らであり、胴体の残りの身元を特定できず、男性か女性かを見分けることさえできなかった、と証言した。しかしながら、バーナード・スピルズベリーは、コーラの病歴と一致する腹部の傷跡であると彼が主張する皮膚の一部を見つけた。遺物からは多量のスコポラミンが見つかり、クリッペンは犯行前に地元の或る化学者からその薬を購入していた。
アルフレッド・トビンが率いるクリッペンの弁護士は、コーラはブルース・ミラーという別の男と一緒にアメリカに逃げ、コーラとハーレイは1905年から家に住んでいたと主張し、家の前所有者が遺物の配置に責任があることを示唆した。弁護側は主張した、病理医スピルズベリーによって特定された腹部の瘢痕は、実際は折りたたまれた組織であり、というのもとりわけ、それから毛包が成長し、何か瘢痕組織にあり得なかったものがあったから。スピルズベリーは、皮脂腺が瘢痕の中央にでなく端に現れたことを指摘した。
検察によって提示された他の証拠は、コーラが1年前にクリッペンに与えていた男性物のパジャマの上下の内、トップの一片をふくんでいた。パジャマのボトムはクリッペンの寝室で見つかった一方、トップは見つからなかった。断片にはパジャマメーカーであるジョーンズ・ブラザーズ・カーラーズのラベルのものもあり、コーラと一致するブリーチした毛髪が残りとともに見つかった。ジョーンズ・ブラザーズの代表者は、この製品が1908年から発売されたと証言し、製造日はクリッペン一家が越してきてから、コーラが1909年にハーレイに衣服を渡したときの期間内に十分収まる、と述べた。
手続き全体を通して、そして判決で、クリッペンは妻に痛恨の意を示さず、恋人の評判だけを心配した。陪審は、わずか27分間の審議の後、クリッペンが謀殺で有罪となったことを認めた。ル・ネーヴェは、事後従犯としてのみ訴えられ、無罪となった。
クリッペンは妻を殺す理由を何も与えなかったけれども、いくつかの説が提唱されている。1つは、著名な後期ビクトリア朝とエドワード朝の法廷弁護士エドワード・マーシャル・ホールによるもので、彼はクリッペンが妻に抑制剤またはアナフロジシアックとしてヒオスシンを使用しているが、しかし、誤って彼女に過剰投与して死亡したときパニックになったと信じた。別の説が提唱されたために、ホールはクリッペンの弁護を率いることを拒否したと言われている。
1981年に、イギリスの新聞数紙は、サー・ヒュー・リス・ランキンが1930年にオーストラリアでル・ネーヴェに会ったと主張し、クリッペンが梅毒をわずらっていたために妻を殺害したと報じた。

### 死刑執行
クリッペンは、1910年11月23日水曜日午前9時にロンドンのペントンビル刑務所でジョン・エリスによって絞首刑に処された。
ル・ネーヴェは、カナダに引っ越した後、タイピストとしての仕事を見つける前に渡米した。1915年にイギリスに戻り、1967年に死亡した。クリッペンの依頼で、ル・ネーヴの写真が1葉、棺に入れられ、一緒に埋葬された。
ペントンビルの敷地内にあるクリッペンの墓は石でマークされていないけれども、彼の埋葬の直後に、バラの茂みがその上に植えられたという伝承がある。ミシガン州の彼の親戚の何人かは、彼の遺体が米国に送還されるように働きかけ始めた。

## 有罪判決に関する論争
1910年にクリッペンを有罪とした調査、裁判、そして証拠について疑問が生じている。最初の裁判での非勅選下級法廷弁護士ドーンフォード・イエーツは、回想録『As Berry and I Were Saying』に書いた、ロード・アルヴァストンは、検察の要請に、クリッペンの弁護人に逮捕状を発行するために使用される宣誓供述書の写しを与えることを拒否するという非常に珍しい措置を講じた。裁判官は、文書の差し控えは被告人のケースに偏見を与えようとしないという検察の主張を異議申し立てなく受け入れた。イェイツは言った、自分は知っていた、検察がなぜこれを行ったかしかし――何年も経ったにもかかわらず――その理由を明らかにすることを拒否した。イェイツは述べた、クリッペンが胴体を乾いた生石灰に置いて破壊したけれども、彼はそれが濡れると消石灰に変わることに気づかなかったし、これは防腐剤である――イェイツが彼の小説『The House That Berry Built』の陰謀で使用した事実。
ハードボイルド作家のレイモンド・チャンドラーは、クリッペンが妻の胴体を自宅の地下室の床の下に埋め、頭部と四肢をうまく処分するほど愚かであり得るということは信じられないと思った。
別の説は、クリッペンが違法な中絶を実行しつつあった、トルソは死亡した患者らの1人のそれで、妻のでなかったというものである。

### 科学的な新証拠
2007年10月に、ミシガン州立大学の法医学者デビッド・フォランは、ミトコンドリアDNAの証拠は、クリッペンの地下室の床の下で見つかった遺体が妻コーラ・クリッペンのものでないことを示している、と主張した。研究者らは系図を使用して、コーラ・クリッペンの生きている親戚3人（great-nieces[甥姪の娘ら、あるいは兄弟姉妹の孫娘ら]）を特定した。ミトコンドリアDNAハプロタイプを提供することによって、研究者らは自分のDNAを、クリッペンのセラーの胴体から採取した肉を含む顕微鏡スライドから抽出したDNAと比較し得た。もともとの遺物も、スライド上の肉のサンプルが男であることがわかったY染色体の高感度アッセイを使用して、テストされた。
同じ研究チームは、胴体の腹部に見つかった傷跡は、最初の裁判の検察が主張したように、これは、コーラが持っていたことが知られているものと同じである、身元確認に誤りがあった、とも主張した。しかし、科学者らは、瘢痕に存在してならない毛包を組織内に発見した（クリッペンの弁護側が彼の裁判で使用した医学的事実）。彼らの研究は、『Journal of Forensic Sciences』2011年1月号に掲載された。
しかしながら、クリッペンの無実の科学的な新証拠が争われている。イングランドのジャーナリスト兼作家デヴィッド・アーロノヴィッチは言った、「身体が男性であるということに関しては、アメリカのチームは、「非常に新しい」「このチームだけが行なった」「特別な技術」を使用していたし、チーム・リーダーが「最適ではないサンプル」と説明した1世紀前のスライドに取り組んでいた。」。フォランは応えて言った「テストらは、遺体が男性であることを明白に示した」。
現場で巻き毛で見つかったブロンドの毛髪の痕跡は、現在、警視庁の犯罪博物館に保存されている。別の研究者は、彼らがDNA検査のために彼らからのサンプルを提供されるように頼んだが、しかしその要求は数回拒否されたと言っている。しかしながら、New Scotland Yardは、犯罪現場の毛髪1つを有料でテストすることをいとわなかったし、捜査官らはそれを「度が過ぎている」("over the top")として拒否した。研究者らは、警察がクリッペンを非難するために、身体の部分複数を、特にパジャマのトップの片を現場に植えたと仮定している。彼は、スコットランド・ヤードがこの凶悪犯罪の容疑者を見つけ裁判にかけるという大きな世論の圧力にさらされていたと示唆している。独立したオブザーバーは、遺物が見つかるときまで事件は公表されなかったと指摘している。
2009年12月に、イギリスの刑事事件再審査委員会は事件を審査した後、控訴院はクリッペンを死後に赦免する訴訟を審理しない、と宣言した。

## メディアの描写

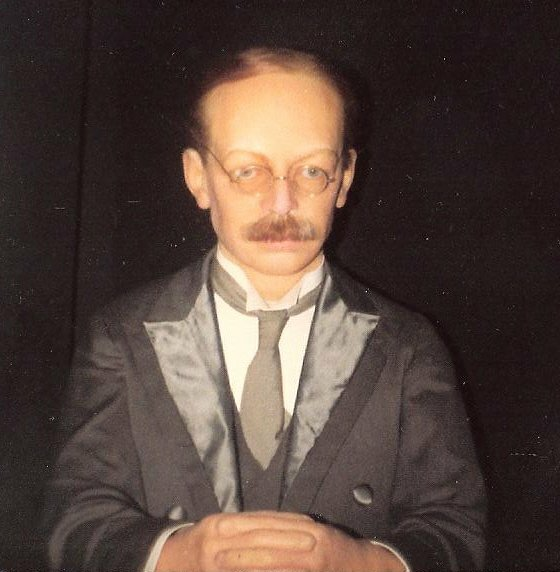
ロンドンのマダムタッソー館の恐怖の部屋のクリッペンのろう細工

- この謀殺は アーサー・マッケンの1927年の短編小説「"The Islington Mystery"」に影響を与え、1960年のメキシコ映画『El Esqueleto de la señora Morales』として脚色された。
- H・G・ウェルズが脚本を書いた犯罪コメディ『Blue Bottles』（1928年）でエルザ・ランチェスターに敗れたギャングは、クリッペン事件に関連していることが明らかになっている。
- これはErnest Raymondによる1935年の小説『We, the Accused』に影響を与えたと考えられている。[要出典]
- ドイツの1942年の長編映画『Doctor Crippen』は、タイトル・ロールでRudolf Fernauを主演させている。
- ドクタ・クリッペンの物語は、1943年のブロードウェイ・ミュージカル『ヴィーナスの接吻（英語版）』の第1幕フィナーレで再び語られている。
- 『Dr. Crippen an Bord』のドイツの続編は、『Dr. Crippen lebt』（1957年）と命名された。
- ロンドンのストランド・シアターでの1961年のWolf Mankowitzミュージカル『Belle』は、この事件に基づいていた。
- イギリスの1962年の長編映画『Dr. Crippen』は、タイトルロールにDonald Pleasenceを、ル・ネーヴェとしてSamantha Eggarを主演させている。
- 1965年12月20日のBBCシットコム『Meet the Wife』のエピソード「"The Merry Widow"」で、Thora Hirdは言っている「"Look, If I believed you... Crippen would be innocent."」。
- イギリスの1968年の映画『Negatives』は、ピーター・マッケナリーとグレンダ・ジャクソンをカップルとして主演させるし、そのエロティックなファンタジーはクリッペンとエセル・ル・ネーヴェの格好をすることを巻き込んでいる。
- アメリカのテレビシリーズ『鬼警部アイアンサイド』のシーズン2第16話、"Why the Tuesday Afternoon Bridge Club Met on Thursday"（1969年1月23日）では、本件を参考にした事件が描かれる。
- 1970年に作成され設定された『Carry On Loving』には、クリッペン事件への冗談めかして時代錯誤的な言及がある――ピーター・バターワースはエドワード時代の衣装で「ドクタ・クリッペン」として登場し、結婚局を訪れ3人目の妻を探し、最初の2人を両者ともにかたずける。
- ケイト・ブッシュが1978年に発表した「コーヒーはいかが」（原題："Coffee Homeground"、アルバム『ライオンハート』収録）では毒殺者を主題としており、クリッペンについての言及もある。
- 1981年のテレビシリーズ『Lady Killers』のエピソード「"Miss Elmore"」が事件をカバーしている。
- 本件は、ピーター・ラヴゼイが1982年に発表した探偵小説『偽のデュー警部（英語版）』の基礎となっている。
- 法廷弁護士エドワード・マーシャル・ホールの生涯についての1989年のBBCシリーズ『Shadow of the Noose』は、クリッペンを守るためのホール側の不法な試みをふくんでいる（David Hattonが演じる）。
- クリッペンは、BBCシリーズ『Coupling』、シリーズ1、エピソード1、「“Flushed”」で、定番ギャグとして、またJaneとSteveの間で、彼らの関係を継続することにかんする進行中の議論として何度か言及されている。
- John Boyneは2004年の小説『Crippen—A Novel of Murder』を書いた。
- Erik Larsonの2006年の本『Thunderstruck』は、謀殺の物語とマルコーニのラジオの発明の歴史を織り交ぜた。
- BBCラジオ4シリーズ[31]『Old Harry's Game』、シリーズ6、エピソード3（2008年）で、サタンは地獄のドクタ・クリッペンに言及している。
- Martin Edwardsは2008年の小説『Dancing for the Hangman』を書いた。これは、確立された証拠を順守しようとしながら、事件を再解釈する。
- PBSシリーズ『Secrets of the Dead』エピソード「"Executed in Error"」（2008年）は、クリッペン事件の新しい発見を調査した。
- ブリティッシュ・コメディ・シリーズ『Psychoville』（2009年）のシリーズ1、エピソード5で、Reece Shearsmithは、夢の中で生き生きとしたろう細工のフィギュアを演じている。切り裂きジャックは彼をクリッペンと間違えるが、しかし彼はJohn Reginald Christieを描いている。
- TVシリーズ『Murder Maps』の第3作は「"Finding Dr. Crippen"」（2015年）である。
- Dan Weathererの舞台劇『Crippen』（2016年）は、ドクタ・ホーリー・クリッペンの生涯と犯罪を探り、新証拠を考慮に入れ、地下室の床の下に誰が埋葬されたかについての代替理論を提示する。
- 谷崎潤一郎に『日本におけるクリップン事件』（1927年）という短編がある。

## その他
バルセロナのティビダボ遊園地にあるオートメイトの博物館では、1921年に建てられた機械がドクタ・クリッペンの処刑を再現している。ロンドンのマダム・タッソー館の恐怖の部屋では、1910年から2016年までクリッペンのろう細工が展示されていた。イギリスで記録された最強の地震、1931年のドッガーバンク地震の間に、彼のろう細工の頭部が落ちた。

## 読書案内
- Coniam, Matthew (2021). Mr Crippen, Cora & the Body in the Basement. Pen & Sword Books Ltd. ISBN 978-1-399-009720
- Connell, Nicholas (2005). Walter Dew; The Man Who Caught Crippen. Sutton Publishing. ISBN 978-0-7509-3803-7
- Cullen, Tom (1977). The Mild Murderer: The True Story of the Dr. Crippen Case. Boston: Houghton Mifflin Company. ISBN 978-0-395-25776-0
- Dalrymple, Roger (2020). Crippen: A Crime Sensation in Memory and Modernity. Boydell Press. ISBN 978-1-7874-4677-9
- Goodman, Jonathan, ed (1985). The Crippen File. London, New York: Allison & Busby, Ltd. ISBN 978-0-85031-636-0
- Gaute, J.H.H.; Odell, Robin (1996). The New Murderer's Who's Who. London: Harrap Books. ISBN 978-0-245-54639-6
- Smith, David James (2005). Supper with the Crippens. Orion Books Ltd. ISBN 978-0-7528-7772-3
- Larson, Erik (2006). Thunderstruck. New York: Crown Publishers. ISBN 978-1-4000-8067-0
- Saward, Joe (2010). The Man who Caught Crippen. Paris: Morienval Press. ISBN 978-0-9554868-1-4
- The World's Most Infamous Crimes and Criminals. New York: Gallery Books. (1987). ISBN 978-0-8317-9677-8. OCLC 17304744
- "Crippen, Hawley Harvey". Oxford Dictionary of National Biography (英語) (online ed.). Oxford University Press. doi:10.1093/ref:odnb/39420。 (要購読、またはイギリス公立図書館への会員加入。)
- Finn, Pat (2016) Unsolved 1910. ISBN 978-1535461856刑死